# Światło egzozodiakalne
Światło egzozodiakalne – światło zodiakalne powstające w innych systemach gwiazdowych. Jest to światło gwiazdy odbite od cząstek pyłu kosmicznego, znajdującego się w przestrzeni wokół gwiazdy  (najczęściej przestrzeni międzyplanetarnej bądź protoplanetarnej).